# Clu Clu Land
Clu Clu Land (Japans: クルクルランド; Kurukuru Rando) is een computerspel dat werd ontwikkeld en uitgebracht op 22 november 1984 door Nintendo. Het spel kwam eerst uit op de Nintendo Entertainment System, maar kwam later ook beschikbaar voor de Game Boy Advance en de Virtual Console. Het spel is een puzzelspel. De speler speelt een vis die levels moet ontdekken. De speler moet gouden voorwerpen zoeken die tezamen een foto vormen.

## Platforms
| jaar | platform                     |
| ---- | ---------------------------- |
| 1985 | NES                          |
| 1992 | Famicom Disk System          |
| 2001 | Sharp Zaurus                 |
| 2003 | Game Boy Advance             |
| 2008 | Virtual Console (Wii)        |
| 2013 | Virtual Console (3DS, Wii U) |

In 2003 werd het spel heruitgegeven voor de e-reader onder de naam Clu Clu Land-e.
In 2004 kwam het spel uit als onderdeel van de collectie Famicom Mini.
De arcadeversie van het spel heet Vs Clu Clu Land.

## Ontvangst
| Beoordeeld door     | Platform            | Datum            | Score |
| ------------------- | ------------------- | ---------------- | ----- |
| Génération 4        | NES                 | 1987             | 78%   |
| Eurogamer.net (GB)  | Wii                 | 12 april 2009    | 70%   |
| Retrogaming History | NES                 | 16 augustus 2009 | 70%   |
| Power Play          | NES                 | maart 1988       | 65%   |
| Video Game Den      | NES                 | 15 maart 2011    | 60%   |
| Tilt                | NES                 | december 1987    | 50%   |
| IGN                 | Wii Virtual Console | 4 september 2008 | 50%   |
| IGN                 | Game Boy Advance    | 2 mei 2003       | 50%   |
| Nintendo Life       | Wii Virtual Console | 1 september 2008 | 40%   |

## Trivia
- Clu Clu is een romanisering van de Japanse uitdrukking Kuru Kuru, hetgeen "cirkelen" betekent.